# Barrister
Barrister – jeden z dwóch zawodów prawników w Anglii i Walii.
Generalnie barrister zajmuje się obroną w rozprawach sądowych. Choć solicitor (który głównie pracuje w kancelarii i prowadzi sprawę, zanim trafi ona do sądu), również może pełnić funkcję obrońcy cywilnego przed niższymi sądami, to jedynie barrister może być obrońcą w sądach wyższej instancji. Do zostania barristerem konieczna jest przynależność do jednego z czterech Inns of Court (Inner Temple, Middle Temple, Lincoln’s Inn lub Gray’s Inn). Przyszły barrister musi ukończyć studia prawnicze, a po zdaniu egzaminu (Bar Exam) przejść szkolenie zawodowe i specjalistyczne (aplikację zwaną pupillage), spełniać określone tradycyjne wymagania, takie jak uczęszczanie na sprecyzowaną liczbę formalnych kolacji odpowiedniego Inn of Court. Przez pierwsze 6 miesięcy aplikacji kandydat musi towarzyszyć swojemu patronowi w kancelarii i w sądzie, jednak bez prawa do występowania przed sądem, później może zastępować patrona na sali sądowej. Barristerzy podlegają bardziej restrykcyjnym zasadom w świadczeniu usług niż solicitorzy. Ciałem przedstawicielskim barristerów w Anglii i Walii jest General Council of the Bar (Bar Council).